# Melania Hotu
Melania Carolina Hotu Hey (sinh ngày 8 tháng 2 năm 1959) là một chính trị gia người Chile. Bà đã từng là thống đốc tỉnh của Đảo Phục Sinh (được biết đến với tên địa phương là Rapa Nui hoặc Isla de Pascua trong tiếng Tây Ban Nha), ở Chile Polynesia, trong chính phủ thứ nhất và thứ hai của Michelle Bachelet.

## Sự nghiệp chính trị
Bà được bổ nhiệm vào ngày 11 tháng 3 năm 2006 bởi Tổng thống Chile mới đắc cử Michelle Bachelet Jeria như một phần của cam kết của Tổng thống để tăng đại diện nữ trong các vị trí chính phủ. Trước khi bắt đầu nhiệm kỳ là thống đốc địa phương (suerekao), Hotu Hey đã chỉ đạo một chương trình cho thanh niên Rapa Nui.
Các vấn đề quan trọng mà Đảo Phục Sinh phải đối mặt trong nhiệm kỳ của mình bao gồm nhập cư Chile, mất văn hóa, và cải cách chính trị nhằm cung cấp quyền tự chủ lớn hơn. Căng thẳng về các vấn đề tương tự đã dẫn đến sự từ chức của Thống đốc Pedro Edmunds Paoa, người kế nhiệm của Hotu Hey, vào năm 2010 
Vào tháng 9 năm 2015, bà được bổ nhiệm làm thống đốc đảo Phục Sinh lần thứ hai.